# Serica chuttana
Serica chuttana är en skalbaggsart som beskrevs av Ahrens 1999. Serica chuttana ingår i släktet Serica och familjen Melolonthidae. Inga underarter finns listade i Catalogue of Life.